# Didier Rous
Didier Rous (ur. 18 września 1970 w Montauban) – francuski kolarz szosowy.
Jako zawodowy kolarz ścigał się w latach 1993-2007. Jedenaście razy brał udział w Tour de France. W roku 1997 wygrał 18. etap. Jego najlepszą lokatą w tym wyścigu było 11. miejsce w 2001 roku.

## Najważniejsze zwycięstwa
- 1997
  - 18. etap Tour de France

- 2000
  - Paris-Camembert

- 2001
  - Quatre jours de Dunkerque
  - 1 etap Critérium du Dauphiné Libéré
  - Mistrzostwo Francji

- 2003
  - Mistrzostwo Francji

- 2004
  - GP Ouest France-Plouay